# Microcerberidae
Microcerberidae zijn een familie van pissebedden. Ze zijn minder dan 2 mm lang en leven interstitieel in ondiepe zee- of zoetwaterzandhabitats.
Microcerberiden die in de zeebodem leven vormen het grootste deel van de soortendiversiteit, maar lijken erg op elkaar. Als groep hebben ze een zeer brede distributie:
- Het grootste deel van Coxicerberus: Amerika, de zuidelijke kusten van Europa, Afrika, de warme wateren van Azië, Nieuw-Zeeland
- "Microcerberus" monodi: Angola

Zoetwatertaxa komen minder veel voor en bestaan slechts uit 12 soorten, maar is morfologisch diverser en omvat zeven of acht geslachten. Ze hebben deze distributies:
- Afrocerberus en Protocerberus: centraal en zuidelijk Afrika
- Bulgarocerberus: Bulgarije
- Isoyvesia: Cuba
- Mexicerberus: Mexico
- Microcerberus: South Carolina, Roemenië, Bulgarije en Macedonië
- "Microcerberus" remyi: Marokko
- Coxicerberus ruffoi: Noord-Italië

## Geslachten
- Afrocerberus
- Bulgarocerberus
- Coxicerberus
- Isoyvesia
- Mexicerberus
- Microcerberus
- Protocerberus